# Neoterebra carolae
Neoterebra carolae é uma espécie de gastrópode do gênero Neoterebra, pertencente a família Terebridae.